# 2013年のATPワールドツアー
2013年のATPワールドツアーは、2013年のATPワールドツアーの日程と決勝結果である。

## 日程
2013年ATPカレンダーより作成
| グランドスラム                   |
| ATPワールドツアー・ファイナル    |
| ATP ワールドツアーマスターズ1000 |
| ATP ワールドツアー500            |
| ATP ワールドツアー250            |
| チームイベント                   |

| 日時            | 大会名 | 優勝者 | 準優勝者                                                                                               | 試合結果 （スコア）      |
| --------------- | --- | --- | --- | ------------------------ |
| 12月31日        | ホップマンカップ パース $1,000,000 - ハード (室内) - 8チーム (RR) | スペイン | セルビア                                                                                               | 2–1                      |
| 12月31日        | ブリスベン国際 ブリスベン $494,230 - ハード - 28S/32Q/16D | アンディ・マリー                                                                                             | グリゴル・ディミトロフ                                                                                 | 7-6(0), 6-4              |
| 12月31日        | ブリスベン国際 ブリスベン $494,230 - ハード - 28S/32Q/16D | マルセロ・メロ トミー・ロブレド                                                                              | エリック・ブトラック ポール・ハンリー                                                                  | 4–6, 6–1, [10–5]         |
| 12月31日        | カタール・エクソンモービル・オープン ドーハ $1,150,720 - ハード - 32S/32Q/16D | リシャール・ガスケ                                                                                           | ニコライ・ダビデンコ                                                                                   | 3–6, 7–6(4), 6–3         |
| 12月31日        | カタール・エクソンモービル・オープン ドーハ $1,150,720 - ハード - 32S/32Q/16D | クリストファー・カス フィリップ・コールシュライバー                                                          | ユリアン・ノール フリップ・ポラセック                                                                  | 7–5, 6–4                 |
| 12月31日        | チェンナイ・オープン チェンナイ $442,750 - ハード - 28S/32Q/16D | ヤンコ・ティプサレビッチ                                                                                     | ロベルト・バウティスタ・アグート                                                                       | 3–6, 6–1, 6–3            |
| 12月31日        | チェンナイ・オープン チェンナイ $442,750 - ハード - 28S/32Q/16D | ブノワ・ペア スタニスラス・ワウリンカ                                                                        | アンドレ・ベゲマン マルティン・エメリッヒ                                                              | 6–2, 6–1                 |
| 1月7日          | ハイネケン・オープン オークランド $491,000 - ハード - 28S/32Q/16D | ダビド・フェレール                                                                                           | フィリップ・コールシュライバー                                                                         | 7–6(5), 6–1              |
| 1月7日          | ハイネケン・オープン オークランド $491,000 - ハード - 28S/32Q/16D | コリン・フレミング ブルーノ・ソアレス                                                                        | ヨハン・ブランシュトロム フレデリク・ニールセン                                                        | 7–6(1), 7-6(2)           |
| 1月7日          | アピア国際 シドニー $494,230 - ハード - 28S/32Q/16D | バーナード・トミック                                                                                         | ケビン・アンダーソン                                                                                   | 6–3, 6–7(2), 6–3         |
| 1月7日          | アピア国際 シドニー $494,230 - ハード - 28S/32Q/16D | ボブ・ブライアン マイク・ブライアン                                                                          | マックス・ミルヌイ ホリア・テカウ                                                                      | 6–4, 6–4                 |
| 1月14日 1月21日 | 全豪オープン メルボルン A$13,803,160 - ハード 128S/128Q/64D/32X シングルス – ダブルス – 混合ダブルス | ノバク・ジョコビッチ                                                                                         | アンディ・マリー                                                                                       | 6-7(2), 7-6(3), 6-3, 6-2 |
| 1月14日 1月21日 | 全豪オープン メルボルン A$13,803,160 - ハード 128S/128Q/64D/32X シングルス – ダブルス – 混合ダブルス | ボブ・ブライアン マイク・ブライアン                                                                          | ロビン・ハーセ イゴル・セイスリンフ                                                                    | 6–3, 6–4                 |
| 1月14日 1月21日 | 全豪オープン メルボルン A$13,803,160 - ハード 128S/128Q/64D/32X シングルス – ダブルス – 混合ダブルス | ヤルミラ・ガイドソバ マシュー・エブデン                                                                      | ルーシー・ハラデツカ フランティシェク・チェルマク                                                      | 6-3, 7-5                 |
| 1月28日         | デビスカップ1回戦 バンクーバー - ハード (室内) トリノ - クレー (室内) シャルルロワ - クレー (室内) ジャクソンビル - ハード (室内) ルーアン - ハード (室内) ブエノスアイレス - クレー アスタナ - クレー (室内) ジュネーヴ - ハード (室内) | 勝利チーム · カナダ · イタリア · セルビア · アメリカ合衆国 · フランス · アルゼンチン · カザフスタン · チェコ | 敗退チーム · スペイン · クロアチア · ベルギー · ブラジル · イスラエル · ドイツ · オーストリア · スイス | 3–2 5–0 3–1 3–2          |
| 2月4日          | 南フランス・オープン モンペリエ €467,800 - ハード (室内) - 28S/32Q/16D | リシャール・ガスケ                                                                                           | ブノワ・ペア                                                                                           | 6–2, 6–3                 |
| 2月4日          | 南フランス・オープン モンペリエ €467,800 - ハード (室内) - 28S/32Q/16D | マルク・ジケル ミカエル・ロドラ                                                                              | ヨハン・ブランシュトロム レイベン・クラーセン                                                          | 6–3, 3–6, [11–9]         |
| 2月4日          | PBZザグレブ・インドア ザグレブ €467,800 - ハード (室内) - 28S/32Q/16D | マリン・チリッチ                                                                                             | ユルゲン・メルツァー                                                                                   | 6–3, 6–1                 |
| 2月4日          | PBZザグレブ・インドア ザグレブ €467,800 - ハード (室内) - 28S/32Q/16D | ユリアン・ノール フリップ・ポラセック                                                                        | イワン・ドディグ マテ・パビッチ                                                                        | 6–3, 6–3                 |
| 2月4日          | VTRオープン ビニャ・デル・マール $467,800 - クレー - 28S/32Q/16D | オラシオ・セバジョス                                                                                         | ラファエル・ナダル                                                                                     | 6–7(2), 7–6(6), 6–4      |
| 2月4日          | VTRオープン ビニャ・デル・マール $467,800 - クレー - 28S/32Q/16D | パオロ・ロレンツィ ポティート・スタラーチェ                                                                  | フアン・モナコ ラファエル・ナダル                                                                      | 6–2, 6–4                 |
| 2月11日         | ABNアムロ世界テニス・トーナメント ロッテルダム €1,575,875 - ハード (室内) - 32S/32Q/16D | フアン・マルティン・デル・ポトロ                                                                             | ジュリアン・ベネトー                                                                                   | 7–6(2), 6–3              |
| 2月11日         | ABNアムロ世界テニス・トーナメント ロッテルダム €1,575,875 - ハード (室内) - 32S/32Q/16D | ロベルト・リンドステット ネナド・ジモニッチ                                                                  | ティエモ・デ・バッカー ジェス・ウタ・ガルング                                                          | 5–7, 6–3, [10–8]         |
| 2月11日         | SAPオープン サンノゼ $623,730 - ハード (室内) - 28S/32Q/16D | ミロシュ・ラオニッチ                                                                                         | トミー・ハース                                                                                         | 6–4, 6–3                 |
| 2月11日         | SAPオープン サンノゼ $623,730 - ハード (室内) - 28S/32Q/16D | グザビエ・マリス フランク・モーサー                                                                          | レイトン・ヒューイット マリンコ・マトセビッチ                                                          | 6–0, 6–7(5), [10–4]      |
| 2月11日         | ブラジル・オープン サンパウロ $519,775 - クレー - 28S/32Q/16D | ラファエル・ナダル                                                                                           | ダビド・ナルバンディアン                                                                               | 6–2, 6–3                 |
| 2月11日         | ブラジル・オープン サンパウロ $519,775 - クレー - 28S/32Q/16D | アレクサンダー・ペヤ ブルーノ・ソアレス                                                                      | フランティシェク・チェルマク ミハル・メルティナク                                                      | 6–7(5), 6–2, [10–7]      |
| 2月18日         | 全米国際インドアテニス選手権 メンフィス $1,353,550 - ハード (室内) - 32S/32Q/16D | 錦織圭 | フェリシアーノ・ロペス                                                                                 | 6–2, 6–3                 |
| 2月18日         | 全米国際インドアテニス選手権 メンフィス $1,353,550 - ハード (室内) - 32S/32Q/16D | ボブ・ブライアン マイク・ブライアン                                                                          | ジェームズ・ブレーク ジャック・ソック                                                                  | 6–1, 6–2                 |
| 2月18日         | オープン13 マルセイユ €598,535 - ハード (室内) - 28S/32Q/16D | ジョー＝ウィルフリード・ツォンガ                                                                             | トマーシュ・ベルディハ                                                                                 | 3–6, 7–6(6), 6–4         |
| 2月18日         | オープン13 マルセイユ €598,535 - ハード (室内) - 28S/32Q/16D | ロハン・ボパンナ コリン・フレミング                                                                          | アイサム＝ウル＝ハク・クレシ ジャン＝ジュリアン・ロイヤー                                              | 6–4, 7–6(3)              |
| 2月18日         | コパ・クラロ ブエノスアイレス $570,470 - クレー - 32S/32Q/16D | ダビド・フェレール                                                                                           | スタニスラス・ワウリンカ                                                                               | 6–4, 3–6, 6–1            |
| 2月18日         | コパ・クラロ ブエノスアイレス $570,470 - クレー - 32S/32Q/16D | シモーネ・ボレッリ ファビオ・フォニーニ                                                                      | ニコラス・モンロー シモン・スタドラー                                                                  | 6–3, 6–2                 |
| 2月25日         | バークレイズ・ドバイ・テニス選手権 ドバイ $2,413,300 - ハード - 32S/32Q/16D | ノバク・ジョコビッチ                                                                                         | トマーシュ・ベルディハ                                                                                 | 7–5, 6–3                 |
| 2月25日         | バークレイズ・ドバイ・テニス選手権 ドバイ $2,413,300 - ハード - 32S/32Q/16D | マヘシュ・ブパシ ミカエル・ロドラ                                                                            | ロベルト・リンドステット ネナド・ジモニッチ                                                            | 7–6(6), 7–6(6)           |
| 2月25日         | アビエルト・メキシコ・テルセル アカプルコ $1,353,550 - クレー - 32S/16Q/16D | ラファエル・ナダル                                                                                           | ダビド・フェレール                                                                                     | 6-0, 6-2                 |
| 2月25日         | アビエルト・メキシコ・テルセル アカプルコ $1,353,550 - クレー - 32S/16Q/16D | ルカシュ・クボット ダビド・マレーロ                                                                          | シモーネ・ボレッリ ファビオ・フォニーニ                                                                | 7-5, 6-2                 |
| 2月25日         | デルレイビーチ国際テニス選手権 デルレイビーチ $519,775 - ハード - 32S/32Q/16D | エルネスツ・ガルビス                                                                                         | エドゥアール・ロジェ＝バセラン                                                                         | 7-6(3), 6-3              |
| 2月25日         | デルレイビーチ国際テニス選手権 デルレイビーチ $519,775 - ハード - 32S/32Q/16D | ジェームズ・ブレーク ジャック・ソック                                                                        | マックス・ミルヌイ ホリア・テカウ                                                                      | 6–4, 6–4                 |
| 3月4日 3月11日  | BNPパリバ・オープン インディアンウェルズ $5,244,125 - ハード - 96S/48Q/32D | ラファエル・ナダル                                                                                           | フアン・マルティン・デル・ポトロ                                                                       | 4–6, 6–3, 6–4            |
| 3月4日 3月11日  | BNPパリバ・オープン インディアンウェルズ $5,244,125 - ハード - 96S/48Q/32D | ボブ・ブライアン マイク・ブライアン                                                                          | トレト・ユーイ イェジ・ヤノヴィッツ                                                                    | 6–3, 3–6, [10–6]         |
| 3月18日 3月25日 | ソニー・オープン・テニス マイアミ $5,244,125 - ハード - 96S/48Q/32D | アンディ・マリー                                                                                             | ダビド・フェレール                                                                                     | 2–6, 6–4, 7–6(1)         |
| 3月18日 3月25日 | ソニー・オープン・テニス マイアミ $5,244,125 - ハード - 96S/48Q/32D | アイサム＝ウル＝ハク・クレシ ジャン＝ジュリアン・ロイヤー                                                    | マリウシュ・フィルステンベルク マルチン・マトコフスキ                                                  | 6–4, 6–1                 |
| 4月1日          | デビスカップ準々決勝 バンクーバー - ハード (室内) ボイシ - ハード (室内) ブエノスアイレス - クレー アスタナ - クレー | 勝利チーム · カナダ · セルビア · アルゼンチン · チェコ                                                       | 敗退チーム · イタリア · アメリカ合衆国 · フランス · カザフスタン                                       | 3–1 3–2 3–1              |
| 4月8日          | ハサン2世グランプリ カサブランカ €467,800 - クレー - 28S/32Q/16D | トミー・ロブレド                                                                                             | ケビン・アンダーソン                                                                                   | 7–6(6), 4–6, 6–3         |
| 4月8日          | ハサン2世グランプリ カサブランカ €467,800 - クレー - 28S/32Q/16D | ユリアン・ノール フリップ・ポラセック                                                                        | ダスティン・ブラウン クリストファー・カス                                                              | 6–3, 6–2                 |
| 4月8日          | 全米男子クレーコート選手権 ヒューストン $519,775 - クレー - 28S/32Q/16D | ジョン・イスナー                                                                                             | ニコラス・アルマグロ                                                                                   | 6–3, 7–5                 |
| 4月8日          | 全米男子クレーコート選手権 ヒューストン $519,775 - クレー - 28S/32Q/16D | ジェイミー・マリー ジョン・ピアーズ                                                                          | ボブ・ブライアン マイク・ブライアン                                                                    | 1–6, 7–6(3), [12–10]     |
| 4月15日         | モンテカルロ・ロレックス・マスターズ モンテカルロ €2,998,495 - クレー - 56S/28Q/24D | ノバク・ジョコビッチ                                                                                         | ラファエル・ナダル                                                                                     | 6–2, 7–6(1)              |
| 4月15日         | モンテカルロ・ロレックス・マスターズ モンテカルロ €2,998,495 - クレー - 56S/28Q/24D | ジュリアン・ベネトー ネナド・ジモニッチ                                                                      | ボブ・ブライアン マイク・ブライアン                                                                    | 4–6, 7–6(4), [14–12]     |
| 4月22日         | バルセロナ・オープン・バンコ・サバデル バルセロナ €2,166,875 - クレー - 48S/28Q/24D | ラファエル・ナダル                                                                                           | ニコラス・アルマグロ                                                                                   | 6–4, 6–3                 |
| 4月22日         | バルセロナ・オープン・バンコ・サバデル バルセロナ €2,166,875 - クレー - 48S/28Q/24D | アレクサンダー・ペヤ ブルーノ・ソアレス                                                                      | ロベルト・リンドステット ダニエル・ネスター                                                            | 5–7, 7–6(7), [10–4]      |
| 4月22日         | BRDナスターゼ・ティリアク・トロフィー ブカレスト €467,800 - クレー - 28S/32Q/16D | ルカシュ・ロソル                                                                                             | ギリェルモ・ガルシア＝ロペス                                                                           | 6–3, 6–2                 |
| 4月22日         | BRDナスターゼ・ティリアク・トロフィー ブカレスト €467,800 - クレー - 28S/32Q/16D | マックス・ミルヌイ ホリア・テカウ                                                                            | ルーカス・ドロウヒー オリバー・マラチ                                                                  | 4–6, 6–4, [10–6]         |
| 4月29日         | BMWオープン ミュンヘン €467,800 - クレー - 28S/32Q/16D | トミー・ハース                                                                                               | フィリップ・コールシュライバー                                                                         | 6–3, 7–6(3)              |
| 4月29日         | BMWオープン ミュンヘン €467,800 - クレー - 28S/32Q/16D | ヤルコ・ニエミネン ドミトリー・トゥルスノフ                                                                  | マルコス・バグダティス エリック・ブトラック                                                            | 6–1, 6–4                 |
| 4月29日         | ポルトガル・オープン オエイラス €467,800 - クレー - 28S/32Q/16D | スタニスラス・ワウリンカ                                                                                     | ダビド・フェレール                                                                                     | 6–1, 6–4                 |
| 4月29日         | ポルトガル・オープン オエイラス €467,800 - クレー - 28S/32Q/16D | サンティアゴ・ゴンサレス スコット・リプスキー                                                                | アイサム＝ウル＝ハク・クレシ ジャン＝ジュリアン・ロイヤー                                              | 6–3, 4–6, [10–7]         |
| 5月6日          | ムチュア・マドリレーニャ・マスターズ・マドリード マドリード €4,303,867 - クレー - 56S/28Q/24D | ラファエル・ナダル                                                                                           | スタニスラス・ワウリンカ                                                                               | 6–2, 6–4                 |
| 5月6日          | ムチュア・マドリレーニャ・マスターズ・マドリード マドリード €4,303,867 - クレー - 56S/28Q/24D | ボブ・ブライアン マイク・ブライアン                                                                          | アレクサンダー・ペヤ ブルーノ・ソアレス                                                                | 6–2, 6–3                 |
| 5月13日         | BNLイタリア国際 ローマ €3,204,745 - クレー - 56S/28Q/24D | ラファエル・ナダル                                                                                           | ロジャー・フェデラー                                                                                   | 6–1, 6–3                 |
| 5月13日         | BNLイタリア国際 ローマ €3,204,745 - クレー - 56S/28Q/24D | ボブ・ブライアン マイク・ブライアン                                                                          | マヘシュ・ブパシ ロハン・ボパンナ                                                                      | 6–2, 6–3                 |
| 5月20日         | パワー・ホース・カップ デュッセルドルフ €467,800 - クレー - 28S/32Q/16D | フアン・モナコ                                                                                               | ヤルコ・ニエミネン                                                                                     | 6–4, 6–3                 |
| 5月20日         | パワー・ホース・カップ デュッセルドルフ €467,800 - クレー - 28S/32Q/16D | アンドレ・ベゲマン マルティン・エメリッヒ                                                                    | トレト・ユーイ ドミニク・イングロット                                                                  | 7–5, 6–2                 |
| 5月20日         | ニース・オープン ニース €467,800 - クレー - 28S/32Q/16D | アルベルト・モンタニェス                                                                                     | ガエル・モンフィス                                                                                     | 6–0, 7–6(3)              |
| 5月20日         | ニース・オープン ニース €467,800 - クレー - 28S/32Q/16D | ヨハン・ブランシュトロム レイベン・クラーセン                                                                | フアン・セバスチャン・カバル ロベルト・ファラ                                                          | 6–3, 6–2                 |
| 5月27日 6月3日  | 全仏オープン パリ €10,104,000 - クレー 128S/128Q/64D/32X シングルス – ダブルス – 混合ダブルス | ラファエル・ナダル                                                                                           | ダビド・フェレール                                                                                     | 6–3, 6–2, 6–3            |
| 5月27日 6月3日  | 全仏オープン パリ €10,104,000 - クレー 128S/128Q/64D/32X シングルス – ダブルス – 混合ダブルス | ボブ・ブライアン マイク・ブライアン                                                                          | ミカエル・ロドラ ニコラ・マユ                                                                          | 6–4, 4–6, 7–6(4)         |
| 5月27日 6月3日  | 全仏オープン パリ €10,104,000 - クレー 128S/128Q/64D/32X シングルス – ダブルス – 混合ダブルス | ルーシー・ハラデツカ フランティシェク・チェルマク                                                            | クリスティナ・ムラデノビッチ ダニエル・ネスター                                                        | 1–6, 6–4, [10–6]         |
| 6月10日         | エイゴン選手権 ロンドン €779,665 - 芝 - 56S/32Q/24D | アンディ・マリー                                                                                             | マリン・チリッチ                                                                                       | 5-7, 7-5, 6-3            |
| 6月10日         | エイゴン選手権 ロンドン €779,665 - 芝 - 56S/32Q/24D | ボブ・ブライアン マイク・ブライアン                                                                          | アレクサンダー・ペヤ ブルーノ・ソアレス                                                                | 4-6, 7-5, [10-3]         |
| 6月10日         | ゲリー・ウェバー・オープン ハレ €779,665 - 芝 - 28S/32Q/16D | ロジャー・フェデラー                                                                                         | ミハイル・ユージニー                                                                                   | 6–7(5), 6–3, 6–4         |
| 6月10日         | ゲリー・ウェバー・オープン ハレ €779,665 - 芝 - 28S/32Q/16D | サンティアゴ・ゴンサレス スコット・リプスキー                                                                | ダニエレ・ブラッチアリ ジョナサン・エルリック                                                          | 6-2, 7–6(3)              |
| 6月17日         | トップシェルフ・オープン スヘルトーヘンボス €467,800 - 芝 - 32S/32Q/16D | ニコラ・マユ                                                                                                 | スタニスラス・ワウリンカ                                                                               | 6–3, 6–4                 |
| 6月17日         | トップシェルフ・オープン スヘルトーヘンボス €467,800 - 芝 - 32S/32Q/16D | マックス・ミルヌイ ホリア・テカウ                                                                            | アンドレ・ベゲマン マルティン・エメリッヒ                                                              | 6–3, 7–6(4)              |
| 6月17日         | エイゴン国際 イーストボーン €519,310 - 芝 - 28S/32Q/16D | フェリシアーノ・ロペス                                                                                       | ジル・シモン                                                                                           | 7–6(2), 6–7(5), 6–0      |
| 6月17日         | エイゴン国際 イーストボーン €519,310 - 芝 - 28S/32Q/16D | アレクサンダー・ペヤ ブルーノ・ソアレス                                                                      | コリン・フレミング ジョナサン・マレー                                                                  | 3–6, 6–3, [10–8]         |
| 6月24日 7月1日  | ウィンブルドン選手権 ロンドン £10,514,000 - 芝 128S/128Q/64D/16Q/48X シングルス – ダブルス – 混合ダブルス | アンディ・マリー                                                                                             | ノバク・ジョコビッチ                                                                                   | 6–4, 7–5, 6–4            |
| 6月24日 7月1日  | ウィンブルドン選手権 ロンドン £10,514,000 - 芝 128S/128Q/64D/16Q/48X シングルス – ダブルス – 混合ダブルス | ボブ・ブライアン マイク・ブライアン                                                                          | イワン・ドディグ マルセロ・メロ                                                                        | 3–6, 6–3, 6–4, 6–4       |
| 6月24日 7月1日  | ウィンブルドン選手権 ロンドン £10,514,000 - 芝 128S/128Q/64D/16Q/48X シングルス – ダブルス – 混合ダブルス | クリスティナ・ムラデノビッチ ダニエル・ネスター                                                              | リサ・レイモンド ブルーノ・ソアレス                                                                    | 5–7, 6–2, 8–6            |
| 7月8日          | テニス殿堂選手権 ニューポート $519,775 - 芝 - 32S/32Q/16D | ニコラ・マユ                                                                                                 | レイトン・ヒューイット                                                                                 | 5–7, 7–5, 6–3            |
| 7月8日          | テニス殿堂選手権 ニューポート $519,775 - 芝 - 32S/32Q/16D | ニコラ・マユ エドゥアール・ロジェ＝バセラン                                                                  | ティム・スマイチェク ライン・ウィリアムズ                                                              | 6–7(4), 6–2, [10–5]      |
| 7月8日          | スウェーデン・オープン ボースタード €491,370 - クレー - 28S/32Q/16D | カルロス・ベルロク                                                                                           | フェルナンド・ベルダスコ                                                                               | 7–5, 6–1                 |
| 7月8日          | スウェーデン・オープン ボースタード €491,370 - クレー - 28S/32Q/16D | ニコラス・モンロー シモン・スタドラー                                                                        | カルロス・ベルロク アルベルト・ラモス                                                                  | 6–2, 3–6, [10–3]         |
| 7月8日          | メルセデス・カップ シュトゥットガルト €467,800 - クレー - 28S/32Q/16D | ファビオ・フォニーニ                                                                                         | フィリップ・コールシュライバー                                                                         | 5–7, 6–4, 6–4            |
| 7月8日          | メルセデス・カップ シュトゥットガルト €467,800 - クレー - 28S/32Q/16D | ファクンド・バグニス トマス・ベルッシ                                                                        | トマシュ・ベドナレク マテウシュ・コワルツィク                                                          | 2–6, 6–4, [11–9]         |
| 7月15日         | ドイツ国際オープン ハンブルク €1,230,500 - クレー - 48S/16Q/16D | ファビオ・フォニーニ                                                                                         | フェデリコ・デルボニス                                                                                 | 4–6, 7–6(8), 6–2         |
| 7月15日         | ドイツ国際オープン ハンブルク €1,230,500 - クレー - 48S/16Q/16D | マリウシュ・フィルステンベルク マルチン・マトコフスキ                                                        | アレクサンダー・ペヤ ブルーノ・ソアレス                                                                | 3–6, 6–1, [10–8]         |
| 7月15日         | クラロ・オープン・コロンビア ボゴタ $727,685 - ハード - 28S/32Q/16D | イボ・カロビッチ                                                                                             | アレハンドロ・ファジャ                                                                                 | 6–3, 7–6(4)              |
| 7月15日         | クラロ・オープン・コロンビア ボゴタ $727,685 - ハード - 28S/32Q/16D | プラブ・ラジャ ディビジ・シャラン                                                                            | エドゥアール・ロジェ＝バセラン イゴル・セイスリンフ                                                    | 7–6(4), 7–6(3)           |
| 7月22日         | クレディ・アグリコル・スイス・オープン グシュタード €467,800 - クレー - 28S/32Q/16D | ミハイル・ユージニー                                                                                         | ロビン・ハーセ                                                                                         | 6–3, 6–4                 |
| 7月22日         | クレディ・アグリコル・スイス・オープン グシュタード €467,800 - クレー - 28S/32Q/16D | ジェイミー・マレー ジョン・ピアーズ                                                                          | パブロ・アンドゥハール ギリェルモ・ガルシア＝ロペス                                                    | 6–3, 6–4                 |
| 7月22日         | クロアチア・オープン ウマグ €467,800 - クレー - 28S/32Q/16D | トミー・ロブレド                                                                                             | ファビオ・フォニーニ                                                                                   | 6–0, 6–3                 |
| 7月22日         | クロアチア・オープン ウマグ €467,800 - クレー - 28S/32Q/16D | マルティン・クリザン ダビド・マレーロ                                                                        | ニコラス・モンロー シモン・スタドラー                                                                  | 6-1, 5-7, [10-7]         |
| 7月22日         | BB&Tアトランタ・オープン アトランタ $623,730 - ハード - 28S/32Q/16D | ジョン・イスナー                                                                                             | ケビン・アンダーソン                                                                                   | 6–7(3), 7–6(2), 7–6(2)   |
| 7月22日         | BB&Tアトランタ・オープン アトランタ $623,730 - ハード - 28S/32Q/16D | エドゥアール・ロジェ＝バセラン イゴル・セイスリンフ                                                          | コリン・フレミング ジョナサン・マレー                                                                  | 7–6(6), 6–3              |
| 7月29日         | シティ・オープン ワシントンD.C. $1,546,590 - ハード - 48S/16Q/16D | フアン・マルティン・デル・ポトロ                                                                             | ジョン・イスナー                                                                                       | 3-6, 6-1, 6-2            |
| 7月29日         | シティ・オープン ワシントンD.C. $1,546,590 - ハード - 48S/16Q/16D | ジュリアン・ベネトー ネナド・ジモニッチ                                                                      | マーディ・フィッシュ ラデク・ステパネク                                                                | 7-6(5), 7-5              |
| 7月29日         | オーストリア・オープン キッツビュール €467,800 - クレー - 28S/32Q/16D | マルセル・グラノリェルス                                                                                     | フアン・モナコ                                                                                         | 0-6, 7–6(3), 6–4         |
| 7月29日         | オーストリア・オープン キッツビュール €467,800 - クレー - 28S/32Q/16D | マルティン・エメリッヒ クリストファー・カス                                                                  | フランティシェク・チェルマク ルーカス・ドロウヒー                                                      | 6-4, 6-3                 |
| 8月5日          | ロジャーズ・カップ モントリオール $3,496,085 - ハード - 56S/28Q/24D | ラファエル・ナダル                                                                                           | ミロシュ・ラオニッチ                                                                                   | 6-2, 6-2                 |
| 8月5日          | ロジャーズ・カップ モントリオール $3,496,085 - ハード - 56S/28Q/24D | アレクサンダー・ペヤ ブルーノ・ソアレス                                                                      | コリン・フレミング アンディ・マリー                                                                    | 6-4, 7–6(4)              |
| 8月12日         | ウエスタン・アンド・サザン・オープン シンシナティ $3,729,155 - ハード - 56S/28Q/24D | ラファエル・ナダル                                                                                           | ジョン・イスナー                                                                                       | 7–6(8), 7–6(3)           |
| 8月12日         | ウエスタン・アンド・サザン・オープン シンシナティ $3,729,155 - ハード - 56S/28Q/24D | ボブ・ブライアン マイク・ブライアン                                                                          | マルセル・グラノリェルス マルク・ロペス                                                                | 6-4, 4-6, [10-4]         |
| 8月19日         | ウィンストン・セーラム・オープン ウィンストン・セーラム $658,450 - ハード - 48S/32Q/16D | ユルゲン・メルツァー                                                                                         | ガエル・モンフィス                                                                                     | 6-3, 2-1, 途中棄権       |
| 8月19日         | ウィンストン・セーラム・オープン ウィンストン・セーラム $658,450 - ハード - 48S/32Q/16D | ダニエル・ネスター リーンダー・パエス                                                                        | トレト・ユーイ ドミニク・イングロット                                                                  | 7–6(10), 7–5             |
| 8月26日 9月2日  | 全米オープン ニューヨーク $16,102,000 - ハード 128S/128Q/64D/32X シングルス – ダブルス – 混合ダブルス | ラファエル・ナダル                                                                                           | ノバク・ジョコビッチ                                                                                   | 6-2, 3-6, 6-4, 6-1       |
| 8月26日 9月2日  | 全米オープン ニューヨーク $16,102,000 - ハード 128S/128Q/64D/32X シングルス – ダブルス – 混合ダブルス | リーンダー・パエス ラデク・ステパネク                                                                        | アレクサンダー・ペヤ ブルーノ・ソアレス                                                                | 6-1, 6-3                 |
| 8月26日 9月2日  | 全米オープン ニューヨーク $16,102,000 - ハード 128S/128Q/64D/32X シングルス – ダブルス – 混合ダブルス | アンドレア・フラバーチコバ マックス・ミルヌイ                                                                | アビゲイル・スピアーズ サンティアゴ・ゴンサレス                                                        | 7–6(5), 6–3              |
| 9月9日          | デビスカップ準決勝 ベオグラード - クレー (室内) プラハ - ハード (室内) | 勝利チーム · セルビア · チェコ                                                                               | 敗退チーム · カナダ · アルゼンチン                                                                     | 3–2                      |
| 9月16日         | モゼール・オープン メス €467,800 - ハード (室内) - 28S/32Q/16D | ジル・シモン                                                                                                 | ジョー＝ウィルフリード・ツォンガ                                                                       | 6-4, 6-3                 |
| 9月16日         | モゼール・オープン メス €467,800 - ハード (室内) - 28S/32Q/16D | ヨハン・ブランシュトロム レイベン・クラーセン                                                                | ニコラ・マユ ジョー＝ウィルフリード・ツォンガ                                                          | 6-4, 7-6(5)              |
| 9月16日         | サンクトペテルブルク・オープン サンクトペテルブルク $519,775 - ハード (室内) - 32S/32Q/16D | エルネスツ・ガルビス                                                                                         | ギリェルモ・ガルシア＝ロペス                                                                           | 3-6, 6-4, 6-0            |
| 9月16日         | サンクトペテルブルク・オープン サンクトペテルブルク $519,775 - ハード (室内) - 32S/32Q/16D | ダビド・マレーロ フェルナンド・ベルダスコ                                                                    | ドミニク・イングロット デニス・イストミン                                                              | 7-6(6), 6-3              |
| 9月23日         | タイ・オープン バンコク $631,530 - ハード (室内) - 28S/32Q/16D | ミロシュ・ラオニッチ                                                                                         | トマーシュ・ベルディハ                                                                                 | 7-6(4), 6-3              |
| 9月23日         | タイ・オープン バンコク $631,530 - ハード (室内) - 28S/32Q/16D | ジェイミー・マリー ジョン・ピアーズ                                                                          | トマシュ・ベドナレク ヨハン・ブランシュトロム                                                          | 6-3, 3-6, [10-6]         |
| 9月23日         | マレーシア・オープン・クアラルンプール クアラルンプール $984,300 - ハード (室内) - 28S/16S/16D | ジョアン・ソウザ                                                                                             | ジュリアン・ベネトー                                                                                   | 2–6, 7–5, 6–4            |
| 9月23日         | マレーシア・オープン・クアラルンプール クアラルンプール $984,300 - ハード (室内) - 28S/16S/16D | エリック・ブトラック レイベン・クラーセン                                                                    | パブロ・クエバス オラシオ・セバジョス                                                                  | 6–2, 6–4                 |
| 9月30日         | チャイナ・オープン 北京 $3,566,050 - ハード - 32S/16Q/16D | ノバク・ジョコビッチ                                                                                         | ラファエル・ナダル                                                                                     | 6–3, 6–4                 |
| 9月30日         | チャイナ・オープン 北京 $3,566,050 - ハード - 32S/16Q/16D | マックス・ミルヌイ ホリア・テカウ                                                                            | ファビオ・フォニーニ アンドレアス・セッピ                                                              | 6-4, 6-2                 |
| 9月30日         | 楽天ジャパン・オープン 東京 $1,437,800 - ハード - 32S/16Q/16D | フアン・マルティン・デル・ポトロ                                                                             | ミロシュ・ラオニッチ                                                                                   | 7–6(5), 7–5              |
| 9月30日         | 楽天ジャパン・オープン 東京 $1,437,800 - ハード - 32S/16Q/16D | エドゥアール・ロジェ＝バセラン ロハン・ボパンナ                                                              | ジェイミー・マリー ジョン・ピアーズ                                                                    | 7–6(5), 6–4              |
| 10月7日         | 上海マスターズ 上海 $6,211,445 - ハード - 56S/28Q/24D | ノバク・ジョコビッチ                                                                                         | フアン・マルティン・デル・ポトロ                                                                       | 6-1, 3-6, 7-6(3)         |
| 10月7日         | 上海マスターズ 上海 $6,211,445 - ハード - 56S/28Q/24D | イワン・ドディグ マルセロ・メロ                                                                              | ダビド・マレーロ フェルナンド・ベルダスコ                                                              | 7–6(2), 6–7(6), [10–2]   |
| 10月14日        | ストックホルム・オープン ストックホルム €600,565 - ハード (室内) - 28S/32Q/16D | グリゴル・ディミトロフ                                                                                       | ダビド・フェレール                                                                                     | 2-6, 6-3, 6-4            |
| 10月14日        | ストックホルム・オープン ストックホルム €600,565 - ハード (室内) - 28S/32Q/16D | アイサム＝ウル＝ハク・クレシ ジャン＝ジュリアン・ロイヤー                                                    | ヨナス・ビョルクマン ロベルト・リンドステット                                                          | 6-2, 6-2                 |
| 10月14日        | クレムリン・カップ モスクワ $823,550 - ハード (室内) - 28S/32Q/16D | リシャール・ガスケ                                                                                           | ミハイル・ククシュキン                                                                                 | 4-6, 6-4, 6-4            |
| 10月14日        | クレムリン・カップ モスクワ $823,550 - ハード (室内) - 28S/32Q/16D | ミハイル・エルジン デニス・イストミン                                                                        | ケン・スクプスキ ニール・スクプスキ                                                                    | 6-2, 1-6, [14-12]        |
| 10月14日        | エルステ・バンク・オープン ウィーン €571,775 - ハード (室内) - 28S/32Q/16D | トミー・ハース                                                                                               | ロビン・ハーセ                                                                                         | 6-3, 4-6, 6-4            |
| 10月14日        | エルステ・バンク・オープン ウィーン €571,775 - ハード (室内) - 28S/32Q/16D | フロリン・メルジェ ルカシュ・ロソル                                                                          | ダニエル・ネスター ユリアン・ノール                                                                    | 7-5, 6-4                 |
| 10月21日        | バレンシア・オープン500 バレンシア €2,171,095 - ハード (室内) - 32S/16Q/16D | ミハイル・ユージニー                                                                                         | ダビド・フェレール                                                                                     | 6–3, 7–5                 |
| 10月21日        | バレンシア・オープン500 バレンシア €2,171,095 - ハード (室内) - 32S/16Q/16D | アレクサンダー・ペヤ ブルーノ・ソアレス                                                                      | ボブ・ブライアン マイク・ブライアン                                                                    | 7–6(3), 6–7(1), [13–11]  |
| 10月21日        | スイス・インドア バーゼル €1,988,835 - ハード (室内) - 32S/16Q/16D | フアン・マルティン・デル・ポトロ                                                                             | ロジャー・フェデラー                                                                                   | 7-6(3), 2-6, 6-4         |
| 10月21日        | スイス・インドア バーゼル €1,988,835 - ハード (室内) - 32S/16Q/16D | トレト・ユーイ ドミニク・イングロット                                                                        | ユリアン・ノール オリバー・マラチ                                                                      | 6–3, 3–6, [10–4]         |
| 10月28日        | BNPパリバ・マスターズ パリ €3,204,745 – ハード (室内) – 48S/24Q/24D | ノバク・ジョコビッチ                                                                                         | ダビド・フェレール                                                                                     | 7–5, 7–5                 |
| 10月28日        | BNPパリバ・マスターズ パリ €3,204,745 – ハード (室内) – 48S/24Q/24D | ボブ・ブライアン マイク・ブライアン                                                                          | アレクサンダー・ペヤ ブルーノ・ソアレス                                                                | 6–3, 6–3                 |
| 11月4日         | ATPワールドツアー・ファイナル ロンドン £6,000,000 – ハード (室内) – 8S/8D (RR) | ノバク・ジョコビッチ                                                                                         | ラファエル・ナダル                                                                                     | 6–3, 6–4                 |
| 11月4日         | ATPワールドツアー・ファイナル ロンドン £6,000,000 – ハード (室内) – 8S/8D (RR) | ダビド・マレーロ フェルナンド・ベルダスコ                                                                    | ボブ・ブライアン マイク・ブライアン                                                                    | 7–5, 6–7(3), [10–7]      |
| 11月11日        | デビスカップ決勝 ベオグラード - ハード (室内) | チェコ | セルビア                                                                                               | 3–2                      |

## 2013年最終ランキング
| 順位 | 選手                             | ポイント | 出場数 |
| ---- | -------------------------------- | -------- | ------ |
| 1    | ラファエル・ナダル               | 13030    | 20     |
| 2    | ノバク・ジョコビッチ             | 12260    | 18     |
| 3    | ダビド・フェレール               | 5800     | 24     |
| 4    | アンディ・マリー                 | 5790     | 19     |
| 5    | フアン・マルティン・デル・ポトロ | 5255     | 21     |
| 6    | ロジャー・フェデラー             | 4205     | 19     |
| 7    | トマーシュ・ベルディハ           | 4180     | 24     |
| 8    | スタニスラス・ワウリンカ         | 3730     | 25     |
| 9    | リシャール・ガスケ               | 3300     | 25     |
| 10   | ジョー＝ウィルフリード・ツォンガ | 3065     | 21     |

| 順位 | 選手                     | ポイント | 出場数 |
| ---- | ------------------------ | -------- | ------ |
| 1    | ボブ・ブライアン         | 14960    | 22     |
| 1    | マイク・ブライアン       | 14960    | 22     |
| 3    | ブルーノ・ソアレス       | 7380     | 26     |
| 4    | アレクサンダー・ペヤ     | 7310     | 25     |
| 5    | ダビド・マレーロ         | 5150     | 26     |
| 6    | マルセロ・メロ           | 5135     | 29     |
| 7    | イワン・ドディグ         | 5030     | 25     |
| 8    | フェルナンド・ベルダスコ | 4580     | 23     |
| 9    | ラデク・ステパネク       | 4035     | 16     |
| 10   | リーンダー・パエス       | 4025     | 20     |

## 主な引退選手
- イーゴリ・アンドレエフ
- イーゴリ・クニツィン
- ジェームズ・ブレーク
- グザビエ・マリス
- ニコラス・マスー
- ダビド・ナルバンディアン
- ディック・ノーマン
- ジャン＝ルネ・リスナール